# Angal-Kewa jezici
Angal-Kewa jezici skupina od (7) enganskih jezika, transnovogvinejske porodice, koji se govore na području Papue Nove Gvineje u provinciji Southern Highland. 
Jezici koje obuhvaća su: angal [age], 18,600 (2000); angal enen [aoe], 22,000 (1995 UBS) [akh]; angal heneng, 40,000 (1994 V. Schlatter); erave [kjy], 10,000 (2000 census); istočni kewa [kjs], 45,000 (2000 popis); samberigi [ssx], 3,130 (Wurm and Hattori 1981); zapadni kewa [kew], 3,130 (Wurm and Hattori 1981).

## Vanjske poveznice
- Ethnologue (14th)
- Ethnologue (15th)